# Coeficiente de diferencias finitas
En matemáticas, para aproximar la derivada de una función con un orden arbitrario de exactitud,  es posible de utilizar el método de diferencias finitas. Este puede ser central,  hacia delante o hacia atrás.

## Diferencia finita central
Si {\displaystyle f\left(x\right)} es una función continua y  diferenciable, y {\displaystyle h_{x}} es un intervalo finito alrededor de {\displaystyle x_{0}}, la aproximación de una derivada enésima de la función {\displaystyle f} con un orden de precisión {\displaystyle m}, puede representarse de manera general por el método de diferencias finitas centrales como
{\displaystyle \displaystyle f^{(n)}\left(x_{0}\right)\approx \displaystyle {\frac {\sum _{i=-\left\lfloor {\frac {m+n-1}{2}}\right\rfloor }^{\left\lfloor {\frac {m+n-1}{2}}\right\rfloor }{c_{i}^{(n,m)}f\left(x_{0}+ih_{x}\right)}}{h_{x}^{n}}}+O\left(h_{x}^{m}\right)}
donde los coeficientes {\displaystyle c_{i}^{(n,m)}} son específicos para cada derivada dependiendo del orden de precisión. Además, {\displaystyle \lfloor y\rfloor } implica que el valor está redondeado al  valor entero menor que {\displaystyle y}.
La siguiente tabla contiene los respectivos coeficientes para el cálculo de derivadas de una función por diferencias finitas centrales, para varios órdenes de precisión:
| Orden de la derivada | Orden de precisión | −4     | −3     | −2       | −1      | 0       | 1       | 2       | 3     | 4      |
| -------------------- | ------------------ | ------ | ------ | -------- | ------- | ------- | ------- | ------- | ----- | ------ |
| 1                    | 2                  |        |        |          | −1/2    | 0       | 1/2     |         |       |        |
| 1                    | 4                  |        |        | 1/12     | −2/3    | 0       | 2/3     | −1/12   |       |        |
| 1                    | 6                  |        | −1/60  | 3/20     | −3/4    | 0       | 3/4     | −3/20   | 1/60  |        |
| 1                    | 8                  | 1/280  | −4/105 | 1/5      | −4/5    | 0       | 4/5     | −1/5    | 4/105 | −1/280 |
| 2                    | 2                  |        |        |          | 1       | −2      | 1       |         |       |        |
| 2                    | 4                  |        |        | −1/12    | 4/3     | −5/2    | 4/3     | −1/12   |       |        |
| 2                    | 6                  |        | 1/90   | −3/20    | 3/2     | −49/18  | 3/2     | −3/20   | 1/90  |        |
| 2                    | 8                  | −1/560 | 8/315  | −1/5     | 8/5     | −205/72 | 8/5     | −1/5    | 8/315 | −1/560 |
| 3                    | 2                  |        |        | −1/2     | 1       | 0       | −1      | 1/2     |       |        |
| 3                    | 4                  |        | 1/8    | −1       | 13/8    | 0       | −13/8   | 1       | −1/8  |        |
| 3                    | 6                  | −7/240 | 3/10   | −169/120 | 61/30   | 0       | −61/30  | 169/120 | −3/10 | 7/240  |
| 4                    | 2                  |        |        | 1        | −4      | 6       | −4      | 1       |       |        |
| 4                    | 4                  |        | −1/6   | 2        | −13/2   | 28/3    | −13/2   | 2       | −1/6  |        |
| 4                    | 6                  | 7/240  | −2/5   | 169/60   | −122/15 | 91/8    | −122/15 | 169/60  | −2/5  | 7/240  |
| 5                    | 2                  |        | −1/2   | 2        | −5/2    | 0       | 5/2     | −2      | 1/2   |        |
| 6                    | 2                  |        | 1      | −6       | 15      | −20     | 15      | −6      | 1     |        |

Por ejemplo, la tercera derivada con un orden de exactitud de segundo grado es
{\displaystyle \displaystyle f'''(x_{0})\approx \displaystyle {\frac {-{\frac {1}{2}}f(x_{0}-2h_{x})+f(x_{0}-h_{x})-f(x_{0}+h_{x})+{\frac {1}{2}}f(x_{0}+2h_{x})}{h_{x}^{3}}}+O\left(h_{x}^{2}\right)}
donde {\displaystyle h_{x}} representa el paso finito entre cada intervalo de diferencias finitas.

## Diferencia finitas hacia delante y atrás
De manera análoga al método de diferencias finitas centrales, es posible escribir la aproximación de la enésima derivada por el método de diferencias finitas hacia adelante como
{\displaystyle \displaystyle f^{(n)}\left(x_{0}\right)\approx \displaystyle {\frac {\sum _{i=0}^{m+n-1}{a_{i}^{(n,m)}f\left(x_{0}+ih_{x}\right)}}{h_{x}^{n}}}+O\left(h_{x}^{m}\right)}
donde {\displaystyle a_{i}^{(n,m)}} son los coeficientes correspondientes para este método. Algunos de estos se muestran en la siguiente tabla :
| Orden de la derivada | Orden de precisión | 0        | 1        | 2          | 3       | 4        | 5        | 6         | 7       | 8        |
| -------------------- | ------------------ | -------- | -------- | ---------- | ------- | -------- | -------- | --------- | ------- | -------- |
| 1                    | 1                  | −1       | 1        |            |         |          |          |           |         |          |
| 1                    | 2                  | −3/2     | 2        | −1/2       |         |          |          |           |         |          |
| 1                    | 3                  | −11/6    | 3        | −3/2       | 1/3     |          |          |           |         |          |
| 1                    | 4                  | −25/12   | 4        | −3         | 4/3     | −1/4     |          |           |         |          |
| 1                    | 5                  | −137/60  | 5        | −5         | 10/3    | −5/4     | 1/5      |           |         |          |
| 1                    | 6                  | −49/20   | 6        | −15/2      | 20/3    | −15/4    | 6/5      | −1/6      |         |          |
| 2                    | 1                  | 1        | −2       | 1          |         |          |          |           |         |          |
| 2                    | 2                  | 2        | −5       | 4          | −1      |          |          |           |         |          |
| 2                    | 3                  | 35/12    | −26/3    | 19/2       | −14/3   | 11/12    |          |           |         |          |
| 2                    | 4                  | 15/4     | −77/6    | 107/6      | −13     | 61/12    | −5/6     |           |         |          |
| 2                    | 5                  | 203/45   | −87/5    | 117/4      | −254/9  | 33/2     | −27/5    | 137/180   |         |          |
| 2                    | 6                  | 469/90   | −223/10  | 879/20     | −949/18 | 41       | −201/10  | 1019/180  | −7/10   |          |
| 3                    | 1                  | −1       | 3        | −3         | 1       |          |          |           |         |          |
| 3                    | 2                  | −5/2     | 9        | −12        | 7       | −3/2     |          |           |         |          |
| 3                    | 3                  | −17/4    | 71/4     | −59/2      | 49/2    | −41/4    | 7/4      |           |         |          |
| 3                    | 4                  | −49/8    | 29       | −461/8     | 62      | −307/8   | 13       | −15/8     |         |          |
| 3                    | 5                  | −967/120 | 638/15   | −3929/40   | 389/3   | −2545/24 | 268/5    | −1849/120 | 29/15   |          |
| 3                    | 6                  | −801/80  | 349/6    | −18353/120 | 2391/10 | −1457/6  | 4891/30  | −561/8    | 527/30  | −469/240 |
| 4                    | 1                  | 1        | −4       | 6          | −4      | 1        |          |           |         |          |
| 4                    | 2                  | 3        | −14      | 26         | −24     | 11       | −2       |           |         |          |
| 4                    | 3                  | 35/6     | −31      | 137/2      | −242/3  | 107/2    | −19      | 17/6      |         |          |
| 4                    | 4                  | 28/3     | −111/2   | 142        | −1219/6 | 176      | −185/2   | 82/3      | −7/2    |          |
| 4                    | 5                  | 1069/80  | −1316/15 | 15289/60   | −2144/5 | 10993/24 | −4772/15 | 2803/20   | −536/15 | 967/240  |

Por ejemplo, por el método de diferencias finitas hacia delante las derivadas primera y segunda con una precisión de tercer y segundo orden, respectivamente, son
{\displaystyle \displaystyle f'(x_{0})\approx \displaystyle {\frac {-{\frac {11}{6}}f(x_{0})+3f(x_{0}+h_{x})-{\frac {3}{2}}f(x_{0}+2h_{x})+{\frac {1}{3}}f(x_{0}+3h_{x})}{h_{x}}}+O\left(h_{x}^{3}\right)}
{\displaystyle \displaystyle f''(x_{0})\approx \displaystyle {\frac {2f(x_{0})-5f(x_{0}+h_{x})+4f(x_{0}+2h_{x})-f(x_{0}+3h_{x})}{h_{x}^{2}}}+O\left(h_{x}^{2}\right)}
Mientras que las mismas aproximaciones obtenidas por el método de diferencias finitas hacia atrás están dadas por
{\displaystyle \displaystyle f'(x_{0})\approx \displaystyle {\frac {{\frac {11}{6}}f(x_{0})-3f(x_{0}-h_{x})+{\frac {3}{2}}f(x_{0}-2h_{x})-{\frac {1}{3}}f(x_{0}-3h_{x})}{h_{x}}}+O\left(h_{x}^{3}\right)}
{\displaystyle \displaystyle f''(x_{0})\approx \displaystyle {\frac {-2f(x_{0})+5f(x_{0}-h_{x})-4f(x_{0}-2h_{x})+f(x_{0}-3h_{x})}{h_{x}^{2}}}+O\left(h_{x}^{2}\right)}
En general, conseguir los coeficientes de la aproximación hacia atrás es muy simple. Para las derivadas de orden par ({\displaystyle n} = 2, 4, 6...) son los mismos que para la aproximación hacia delante. Por otro lado, para las derivadas de orden impar ({\displaystyle n} = 1, 3, 5...) basta con cambiar el signo de los coeficientes listados en la tabla anterior.
La tabla siguiente ilustra esto de manera resumida:
| Orden de la derivada | Orden de precisión | −8 | −7 | −6 | −5 | −4  | −3  | −2  | −1  | 0   |
| -------------------- | ------------------ | -- | -- | -- | -- | --- | --- | --- | --- | --- |
| 1                    | 1                  |    |    |    |    |     |     |     | −1  | 1   |
| 1                    | 2                  |    |    |    |    |     |     | 1/2 | −2  | 3/2 |
| 2                    | 1                  |    |    |    |    |     |     | 1   | −2  | 1   |
| 2                    | 2                  |    |    |    |    |     | −1  | 4   | −5  | 2   |
| 3                    | 1                  |    |    |    |    |     | −1  | 3   | −3  | 1   |
| 3                    | 2                  |    |    |    |    | 3/2 | −7  | 12  | −9  | 5/2 |
| 4                    | 1                  |    |    |    |    | 1   | −4  | 6   | −4  | 1   |
| 4                    | 2                  |    |    |    | −2 | 11  | −24 | 26  | −14 | 3   |